# Stanley-Cup-Playoffs 2015
Die Playoffs um den Stanley Cup des Jahres 2015 begannen am 15. April 2015 und endeten am 15. Juni 2015 mit dem 4:2-Erfolg der Chicago Blackhawks über die Tampa Bay Lightning. Chicago gewann damit den dritten Stanley Cup in den letzten sechs Jahren und stellte mit Duncan Keith auch den mit der Conn Smythe Trophy ausgezeichneten MVP der Playoffs. Die Lightning waren indes das erste Team in der Ligahistorie, das in den vier Playoff-Runden jeweils auf ein Team der Original Six traf. Beste Scorer der post-season wurden Tampas Tyler Johnson und Chicagos Patrick Kane.
Der Titelverteidiger, die Los Angeles Kings, konnte sich nach fünf Teilnahmen in Folge nicht für die Playoffs qualifizieren. Ebenso erging es den San Jose Sharks, bei denen eine Serie von zehn aufeinander folgenden Teilnahmen und damit die zweitlängste Serie aller aktiven Franchises endete. Die längste Serie aller aktiven Teams bauten die Detroit Red Wings allerdings auf 24 aus. Die Winnipeg Jets nahmen nach ihrer Umsiedlung aus Atlanta erstmals an der post-season teil. Insgesamt waren fünf von sieben kanadischen Teams vertreten, so viele wie zuletzt in der Saison 2003/04.

## Modus
Nachdem sich aus jeder Division die drei punktbesten Teams sowie die zwei Wild-Card-Teams der jeweiligen Conference qualifiziert haben, starten die im K.-o.-System ausgetragenen Playoffs. Die Divisionssieger treffen dabei in der ersten Runde auf die Wild-Card-Teams der jeweiligen Conference, wobei der Divisionssieger mit den meisten Punkten auf das schlechtere der beiden Wild-Card-Teams trifft. Die übrigen Paarungen des Conference-Viertelfinals werden divisionsintern unter den Zweit- und Drittplatzierten Teams ausgetragen.
Jede Conference spielt in der Folge im Conference-Viertelfinale, Conference-Halbfinale und im Conference-Finale ihren Sieger aus, der dann im Finale um den Stanley Cup antritt. Alle Serien jeder Runde werden im Best-of-Seven-Modus ausgespielt, das heißt, dass ein Team vier Siege zum Erreichen der nächsten Runde benötigt. Das höher gesetzte Team hat dabei in den ersten beiden Spielen Heimrecht, die nächsten beiden das gegnerische Team. Sollte bis dahin kein Sieger aus der Runde hervorgegangen sein, wechselt das Heimrecht von Spiel zu Spiel. So hat die höhergesetzte Mannschaft in den Spielen 1, 2, 5 und 7, also vier der maximal sieben Spiele, einen Heimvorteil. Der Sieger der Eastern Conference wird mit der Prince of Wales Trophy ausgezeichnet und der Sieger der Western Conference mit der Clarence S. Campbell Bowl.
Bei Spielen, die nach der regulären Spielzeit von 60 Minuten unentschieden bleiben, folgt die Overtime, die im Gegensatz zur regulären Saison mit fünf Feldspielern gespielt wird. Zudem endet sie durch das erste Tor (Sudden Death) und nicht, wie in der regulären Saison üblich, mit einem Shootout.

## Qualifizierte Teams
| Atlantic Division - A1: Canadiens de Montréal - A2: Tampa Bay Lightning - A3: Detroit Red Wings Metropolitan Division - M1: New York Rangers - M2: Washington Capitals - M3: New York Islanders Wild Cards - EWC1: Ottawa Senators - EWC2: Pittsburgh Penguins | Central Division - C1: St. Louis Blues - C2: Nashville Predators - C3: Chicago Blackhawks Pacific Division - P1: Anaheim Ducks - P2: Vancouver Canucks - P3: Calgary Flames Wild Cards - WWC1: Minnesota Wild - WWC2: Winnipeg Jets |

## Playoff-Baum
|  | Conference-Viertelfinale | Conference-Viertelfinale | Conference-Viertelfinale |      |                       | Conference-Halbfinale | Conference-Halbfinale | Conference-Halbfinale |  |  | Conference-Finale | Conference-Finale | Conference-Finale |  |  | Stanley-Cup-Finale | Stanley-Cup-Finale | Stanley-Cup-Finale |
|  |                          |                          |                          |      |                       |                       |                       |                       |  |  |                   |                   |                   |  |  |                    |                    |                    |
|  | A1                       | Canadiens de Montréal    | 4                        |      |                       |                       |                       |                       |  |  |                   |                   |                   |  |  |                    |                    |                    |
|  | EWC1                     | Ottawa Senators          | 2                        |      |                       |                       |                       |                       |  |  |                   |                   |                   |  |  |                    |                    |                    |
|  | EWC1                     | Ottawa Senators          | 2                        | A1   | Canadiens de Montréal | 2                     |                       |                       |  |  |                   |                   |                   |  |  |                    |                    |                    |
|  |                          |                          |                          | A1   | Canadiens de Montréal | 2                     | Eastern Conference    |                       |  |  |                   |                   |                   |  |  |                    |                    |                    |
|  |                          | A2                       | Tampa Bay Lightning      | 4    |                       |                       |                       |                       |  |  |                   |                   |                   |  |  |                    |                    |                    |
|  | A2                       | A2                       | Tampa Bay Lightning      | 4    | Tampa Bay Lightning   | 4                     |                       |                       |  |  |                   |                   |                   |  |  |                    |                    |                    |
|  | A2                       |                          |                          |      | Tampa Bay Lightning   | 4                     |                       |                       |  |  |                   |                   |                   |  |  |                    |                    |                    |
|  | A3                       | Detroit Red Wings        | 3                        |      |                       |                       |                       |                       |  |  |                   |                   |                   |  |  |                    |                    |                    |
|  | A3                       | Detroit Red Wings        | 3                        | A2   | Tampa Bay Lightning   | 4                     |                       |                       |  |  |                   |                   |                   |  |  |                    |                    |                    |
|  |                          |                          |                          |      |                       |                       |                       |                       |  |  |                   |                   |                   |  |  |                    |                    |                    |
|  |                          | M1                       | New York Rangers         | 3    |                       |                       |                       |                       |  |  |                   |                   |                   |  |  |                    |                    |                    |
|  | M1                       | M1                       | New York Rangers         | 3    | New York Rangers      | 4                     |                       |                       |  |  |                   |                   |                   |  |  |                    |                    |                    |
|  | M1                       |                          |                          |      | New York Rangers      | 4                     |                       |                       |  |  |                   |                   |                   |  |  |                    |                    |                    |
|  | EWC2                     | Pittsburgh Penguins      | 1                        |      |                       |                       |                       |                       |  |  |                   |                   |                   |  |  |                    |                    |                    |
|  | EWC2                     | Pittsburgh Penguins      | 1                        | M1   | New York Rangers      | 4                     |                       |                       |  |  |                   |                   |                   |  |  |                    |                    |                    |
|  |                          |                          |                          | M1   | New York Rangers      | 4                     |                       |                       |  |  |                   |                   |                   |  |  |                    |                    |                    |
|  |                          | M2                       | Washington Capitals      | 3    |                       |                       |                       |                       |  |  |                   |                   |                   |  |  |                    |                    |                    |
|  | M2                       | M2                       | Washington Capitals      | 3    | Washington Capitals   | 4                     |                       |                       |  |  |                   |                   |                   |  |  |                    |                    |                    |
|  | M2                       |                          |                          |      | Washington Capitals   | 4                     |                       |                       |  |  |                   |                   |                   |  |  |                    |                    |                    |
|  | M3                       | New York Islanders       | 3                        |      |                       |                       |                       |                       |  |  |                   |                   |                   |  |  |                    |                    |                    |
|  | M3                       | New York Islanders       | 3                        | A2   | Tampa Bay Lightning   | 2                     |                       |                       |  |  |                   |                   |                   |  |  |                    |                    |                    |
|  |                          |                          |                          |      |                       |                       |                       |                       |  |  |                   |                   |                   |  |  |                    |                    |                    |
|  |                          | C3                       | Chicago Blackhawks       | 4    |                       |                       |                       |                       |  |  |                   |                   |                   |  |  |                    |                    |                    |
|  | C1                       | C3                       | Chicago Blackhawks       | 4    | St. Louis Blues       | 2                     |                       |                       |  |  |                   |                   |                   |  |  |                    |                    |                    |
|  | C1                       |                          |                          |      | St. Louis Blues       | 2                     |                       |                       |  |  |                   |                   |                   |  |  |                    |                    |                    |
|  | WWC1                     | Minnesota Wild           | 4                        |      |                       |                       |                       |                       |  |  |                   |                   |                   |  |  |                    |                    |                    |
|  | WWC1                     | Minnesota Wild           | 4                        | WWC1 | Minnesota Wild        | 0                     |                       |                       |  |  |                   |                   |                   |  |  |                    |                    |                    |
|  |                          |                          |                          | WWC1 | Minnesota Wild        | 0                     |                       |                       |  |  |                   |                   |                   |  |  |                    |                    |                    |
|  |                          | C3                       | Chicago Blackhawks       | 4    |                       |                       |                       |                       |  |  |                   |                   |                   |  |  |                    |                    |                    |
|  | C2                       | C3                       | Chicago Blackhawks       | 4    | Nashville Predators   | 2                     |                       |                       |  |  |                   |                   |                   |  |  |                    |                    |                    |
|  | C2                       |                          |                          |      | Nashville Predators   | 2                     |                       |                       |  |  |                   |                   |                   |  |  |                    |                    |                    |
|  | C3                       | Chicago Blackhawks       | 4                        |      |                       |                       |                       |                       |  |  |                   |                   |                   |  |  |                    |                    |                    |
|  | C3                       | Chicago Blackhawks       | 4                        | C3   | Chicago Blackhawks    | 4                     |                       |                       |  |  |                   |                   |                   |  |  |                    |                    |                    |
|  |                          |                          |                          |      |                       |                       |                       |                       |  |  |                   |                   |                   |  |  |                    |                    |                    |
|  |                          | P1                       | Anaheim Ducks            | 3    |                       |                       |                       |                       |  |  |                   |                   |                   |  |  |                    |                    |                    |
|  | P1                       | P1                       | Anaheim Ducks            | 3    | Anaheim Ducks         | 4                     |                       |                       |  |  |                   |                   |                   |  |  |                    |                    |                    |
|  | P1                       |                          |                          |      | Anaheim Ducks         | 4                     |                       |                       |  |  |                   |                   |                   |  |  |                    |                    |                    |
|  | WWC2                     | Winnipeg Jets            | 0                        |      |                       |                       |                       |                       |  |  |                   |                   |                   |  |  |                    |                    |                    |
|  | WWC2                     | Winnipeg Jets            | 0                        | P1   | Anaheim Ducks         | 4                     |                       |                       |  |  |                   |                   |                   |  |  |                    |                    |                    |
|  |                          |                          |                          | P1   | Anaheim Ducks         | 4                     | Western Conference    |                       |  |  |                   |                   |                   |  |  |                    |                    |                    |
|  |                          | P3                       | Calgary Flames           | 1    |                       |                       |                       |                       |  |  |                   |                   |                   |  |  |                    |                    |                    |
|  | P2                       | P3                       | Calgary Flames           | 1    | Vancouver Canucks     | 2                     |                       |                       |  |  |                   |                   |                   |  |  |                    |                    |                    |
|  | P2                       |                          |                          |      | Vancouver Canucks     | 2                     |                       |                       |  |  |                   |                   |                   |  |  |                    |                    |                    |
|  | P3                       | Calgary Flames           | 4                        |      |                       |                       |                       |                       |  |  |                   |                   |                   |  |  |                    |                    |                    |

## Conference-Viertelfinale

### Eastern Conference

#### (A1) Canadiens de Montréal – (EWC1) Ottawa Senators
| 15. April 2015 19.00 Uhr (Ortszeit) | Canadiens de Montréal Torrey Mitchell (27:53) Tomáš Plekanec (28:08) Lars Eller (31:42) Brian Flynn (37:17) | 4:3 (0:1, 4:2, 0:0) Spielbericht Stand: 1:0 | Ottawa Senators Milan Michálek (12:25) Kyle Turris (30:36) Mika Zibanejad (32:36) | Centre Bell, Montreal, Québec Zuschauer: 21.287 |

| 17. April 2015 19.00 Uhr | Canadiens de Montréal Max Pacioretty (27:18) P. K. Subban (36:30) Alex Galchenyuk (63:40) | 3:2 n. V. (0:1, 2:0, 0:1, 1:0) Spielbericht Stand: 2:0 | Ottawa Senators Clarke MacArthur (18:42) Patrick Wiercioch (53:25) | Centre Bell, Montreal, Québec Zuschauer: 21.287 |

| 19. April 2015 19.00 Uhr | Ottawa Senators Clarke MacArthur (11:28) | 1:2 n. V. (1:0, 0:0, 0:1, 0:1) Spielbericht Stand: 0:3 | Canadiens de Montréal Dale Weise (54:13) Dale Weise (68:47) | Canadian Tire Centre, Ottawa, Ontario Zuschauer: 20.500 |

| 22. April 2015 19.00 Uhr | Ottawa Senators Mike Hoffman (49:05) | 1:0 (0:0, 0:0, 1:0) Spielbericht Stand: 1:3 | Canadiens de Montréal | Canadian Tire Centre, Ottawa, Ontario Zuschauer: 20.500 |

| 24. April 2015 19.00 Uhr | Canadiens de Montréal Tom Gilbert (41:44) | 1:5 (0:2, 0:1, 1:2) Spielbericht Stand: 3:2 | Ottawa Senators Bobby Ryan (9:29) Patrick Wiercioch (15:39) Erik Karlsson (34:29) Erik Condra (54:02) Bobby Ryan (59:10) | Centre Bell, Montreal, Québec Zuschauer: 21.287 |

| 26. April 2015 18.00 Uhr | Ottawa Senators | 0:2 (1:0, 0:0, 1:0) Spielbericht Stand: 2:4 | Canadiens de Montréal Brendan Gallagher (13:26) Max Pacioretty (59:59) | Canadian Tire Centre, Ottawa, Ontario Zuschauer: 20.500 |

#### (A2) Tampa Bay Lightning – (A3) Detroit Red Wings
| 16. April 2015 19.30 Uhr (Ortszeit) | Tampa Bay Lightning Brian Boyle (14:31) Nikita Nesterow (48:26) | 2:3 (1:1, 0:1, 1:1) Spielbericht Stand: 0:1 | Detroit Red Wings Pawel Dazjuk (9:03) Pawel Dazjuk (20:08) Luke Glendening (45:50) | Amalie Arena, Tampa, Florida Zuschauer: 19.204 |

| 18. April 2015 15.00 Uhr | Tampa Bay Lightning Tyler Johnson (3:05) Alexander Killorn (27:56) Andrej Šustr (34:48) Tyler Johnson (39:22) Valtteri Filppula (55:26) | 5:1 (1:0, 3:0, 1:1) Spielbericht Stand: 1:1 | Detroit Red Wings Tomáš Tatar (45:49) | Amalie Arena, Tampa, Florida Zuschauer: 19.204 |

| 21. April 2015 19.00 Uhr | Detroit Red Wings Pawel Dazjuk (8:46) Riley Sheahan (46:42) Luke Glendening (59:11) | 3:0 (1:0, 0:0, 2:0) Spielbericht Stand: 2:1 | Tampa Bay Lightning | Joe Louis Arena, Detroit, Michigan Zuschauer: 20.027 |

| 23. April 2015 19.00 Uhr | Detroit Red Wings Gustav Nyquist (25:42) Joakim Andersson (34:24) | 2:3 n. V. (0:0, 2:0, 0:2, 0:1) Spielbericht Stand: 2:2 | Tampa Bay Lightning Tyler Johnson (54:34) Ondřej Palát (55:51) Tyler Johnson (62:25) | Joe Louis Arena, Detroit, Michigan Zuschauer: 20.027 |

| 25. April 2015 18.00 Uhr | Tampa Bay Lightning | 0:4 (0:1, 0:1, 0:2) Spielbericht Stand: 2:3 | Detroit Red Wings Riley Sheahan (19:37) Drew Miller (35:46) Pawel Dazjuk (55:47) Danny DeKeyser (58:22) | Amalie Arena, Tampa, Florida Zuschauer: 19.204 |

| 27. April 2015 19.00 Uhr | Detroit Red Wings Tomáš Tatar (32:26) Tomáš Tatar (41:39) | 2:5 (0:2, 1:1, 1:2) Spielbericht Stand: 3:3 | Tampa Bay Lightning Tyler Johnson (3:47) Jason Garrison (11:10) Tyler Johnson (29:09) Alexander Killorn (54:51) Cédric Paquette (59:03) | Joe Louis Arena, Detroit, Michigan Zuschauer: 20.027 |

| 29. April 2015 19.30 Uhr | Tampa Bay Lightning Braydon Coburn (43:58) Anton Strålman (58:42) | 2:0 (0:0, 0:0, 2:0) Spielbericht Stand: 4:3 | Detroit Red Wings | Amalie Arena, Tampa, Florida Zuschauer: 19.204 |

#### (M1) New York Rangers – (EWC2) Pittsburgh Penguins
| 16. April 2015 19.00 Uhr (Ortszeit) | New York Rangers Derick Brassard (0:28) Ryan McDonagh (15:16) | 2:1 (2:0, 0:1, 0:0) Spielbericht Stand: 1:0 | Pittsburgh Penguins Blake Comeau (26:15) | Madison Square Garden, New York City, New York Zuschauer: 18.006 |

| 18. April 2015 20.00 Uhr | New York Rangers Derek Stepan (17:05) Derick Brassard (43:16) Rick Nash (59:54) | 3:4 (1:0, 0:3, 2:1) Spielbericht Stand: 1:1 | Pittsburgh Penguins Brandon Sutter (30:01) Sidney Crosby (34:07) Sidney Crosby (38:46) Chris Kunitz (49:41) | Madison Square Garden, New York City, New York Zuschauer: 18.006 |

| 20. April 2015 19.00 Uhr | Pittsburgh Penguins Patric Hörnqvist (53:12) | 1:2 (0:1, 0:1, 1:0) Spielbericht Stand: 1:2 | New York Rangers Carl Hagelin (8:43) Chris Kreider (31:07) | Consol Energy Center, Pittsburgh, Pennsylvania Zuschauer: 18.645 |

| 22. April 2015 19.00 Uhr | Pittsburgh Penguins Patric Hörnqvist (2:22) | 1:2 n. V. (1:0, 0:1, 0:0, 0:1) Spielbericht Stand: 1:3 | New York Rangers Derick Brassard (37:15) Kevin Hayes (63:14) | Consol Energy Center, Pittsburgh, Pennsylvania Zuschauer: 18.619 |

| 24. April 2015 19.00 Uhr | New York Rangers Derek Stepan (4:23) Carl Hagelin (90:52) | 2:1 n. V. (1:0, 0:1, 0:0, 1:0) Spielbericht Stand: 4:1 | Pittsburgh Penguins Nick Spaling (33:23) | Madison Square Garden, New York City, New York Zuschauer: 18.006 |

#### (M2) Washington Capitals – (M3) New York Islanders
| 15. April 2015 19.00 Uhr (Ortszeit) | Washington Capitals Marcus Johansson (19:03) | 1:4 (1:1, 0:2, 0:1) Spielbericht Stand: 0:1 | New York Islanders Brock Nelson (6:06) Ryan Strome (23:50) Josh Bailey (30:36) Brock Nelson (58:41) | Verizon Center, Washington, D.C. Zuschauer: 18.506 |

| 17. April 2015 19.00 Uhr | Washington Capitals Karl Alzner (31:26) Alexander Owetschkin (36:09) Nicklas Bäckström (43:44) Jason Chimera (47:37) | 4:3 (0:1, 2:2, 2:0) Spielbericht | New York Islanders Cal Clutterbuck (5:14) Ryan Strome (23:24) Kyle Okposo (34:09) | Verizon Center, Washington, D.C. Zuschauer: 18.506 |

| 19. April 2015 12.00 Uhr | New York Islanders Kyle Okposo (32:37) John Tavares (60:15) | 2:1 n. V. (0:0, 1:0, 0:1, 1:0) Spielbericht Stand: 2:1 | Washington Capitals Nicklas Bäckström (53:54) | Nassau Veterans Memorial Coliseum, Uniondale, New York Zuschauer: 16.170 |

| 21. April 2015 19.30 Uhr | New York Islanders Casey Cizikas (19:47) | 1:2 n. V. (1:1, 0:0, 0:0, 0:1) Spielbericht Stand: 2:2 | Washington Capitals Alexander Owetschkin (13:06) Nicklas Bäckström (71:09) | Nassau Veterans Memorial Coliseum, Uniondale, New York Zuschauer: 16.170 |

| 23. April 2015 19.00 Uhr | Washington Capitals Jewgeni Kusnezow (9:05) Karl Alzner (30:31) Brooks Laich (42:42) Jewgeni Kusnezow (46:19) Jason Chimera (49:00) | 5:1 (1:1, 1:0, 3:0) Spielbericht Stand: 3:2 | New York Islanders Josh Bailey (5:48) | Verizon Center, Washington, D.C. Zuschauer: 18.506 |

| 25. April 2015 15.00 Uhr | New York Islanders John Tavares (6:56) Nikolai Kuljomin (50:33) Cal Clutterbuck (59:07) | 3:1 (1:1, 0:0, 2:0) Spielbericht Stand: 3:3 | Washington Capitals John Carlson (19:55) | Nassau Veterans Memorial Coliseum, Uniondale, New York Zuschauer: 16.170 |

| 27. April 2015 19.30 Uhr | Washington Capitals Joel Ward (38:35) Jewgeni Kusnezow (52:42) | 2:1 (0:0, 1:0, 1:1) Spielbericht Stand: 4:3 | New York Islanders Frans Nielsen (43:13) | Verizon Center, Washington, D.C. Zuschauer: 18.506 |

### Western Conference

#### (C1) St. Louis Blues – (WWC1) Minnesota Wild
| 16. April 2015 20.30 Uhr (Ortszeit) | St. Louis Blues Jaden Schwartz (47:12) Alexander Steen (59:01) | 2:4 (0:1, 0:1, 2:2) Spielbericht Stand: 0:1 | Minnesota Wild Jason Zucker (2:47) Mathew Dumba (24:10) Mikael Granlund (58:47) Jason Pominville (59:40) | Scottrade Center, St. Louis, Missouri Zuschauer: 19.671 |

| 18. April 2015 14.00 Uhr | St. Louis Blues Wladimir Tarassenko (13:18) Wladimir Tarassenko (18:01) Patrik Berglund (58:02) Wladimir Tarassenko (59:43) | 4:1 (2:0, 0:0, 2:1) Spielbericht Stand: 1:1 | Minnesota Wild Marco Scandella (41:46) | Scottrade Center, St. Louis, Missouri Zuschauer: 19.243 |

| 20. April 2015 19.00 Uhr | Minnesota Wild Jason Pominville (34:08) Zach Parise (36:13) Nino Niederreiter (57:58) | 3:0 (0:0, 2:0, 1:0) Spielbericht Stand: 2:1 | St. Louis Blues | Xcel Energy Center, Saint Paul, Minnesota Zuschauer: 19.165 |

| 22. April 2015 20.30 Uhr | Minnesota Wild Jared Spurgeon (21:41) | 1:6 (0:3, 1:3, 0:0) Spielbericht Stand: 2:2 | St. Louis Blues Ryan Reaves (5:34) Wladimir Tarassenko (6:59) David Backes (10:06) Paul Stastny (23:39) Wladimir Tarassenko (35:47) Patrik Berglund (36:50) | Xcel Energy Center, Saint Paul, Minnesota Zuschauer: 19.390 |

| 24. April 2015 20.30 Uhr | St. Louis Blues Wladimir Tarassenko (8:04) | 1:4 (1:1, 0:2, 0:1) Spielbericht Stand: 2:3 | Minnesota Wild Marco Scandella (11:06) Nino Niederreiter (34:56) Mikko Koivu (36:22) Charlie Coyle (44:50) | Scottrade Center, St. Louis, Missouri Zuschauer: 19.653 |

| 26. April 2015 14.00 Uhr | Minnesota Wild Zach Parise (7:14) Justin Fontaine (31:19) Zach Parise (41:01) Nino Niederreiter (58:08) | 4:1 (1:0, 1:1, 2:0) Spielbericht Stand: 4:2 | St. Louis Blues T. J. Oshie (39:56) | Xcel Energy Center, Saint Paul, Minnesota Zuschauer: 19.318 |

#### (C2) Nashville Predators – (C3) Chicago Blackhawks
| 15. April 2015 19.30 Uhr (Ortszeit) | Nashville Predators Colin Wilson (6:07) Viktor Stålberg (17:20) Colin Wilson (19:33) | 3:4 n. V. (3:0, 0:3, 0:0, 0:0, 0:1) Spielbericht Stand: 0:1 | Chicago Blackhawks Niklas Hjalmarsson (21:43) Patrick Sharp (28:32) Jonathan Toews (33:50) Duncan Keith (87:49) | Bridgestone Arena, Nashville, Tennessee Zuschauer: 17.225 |

| 17. April 2015 20.30 Uhr | Nashville Predators Colin Wilson (2:47) Roman Josi (19:56) Craig Smith (34:54) Filip Forsberg (52:41) Craig Smith (54:28) Mike Santorelli (55:00) | 6:2 (2:1, 1:1, 3:0) Spielbericht Stand: 1:1 | Chicago Blackhawks Patrick Sharp (16:13) Patrick Kane (30:32) | Bridgestone Arena, Nashville, Tennessee Zuschauer: 17.208 |

| 19. April 2015 14.00 Uhr | Chicago Blackhawks Andrew Desjardins (14:48) Jonathan Toews (20:36) Brandon Saad (23:38) Brent Seabrook (32:41) | 4:2 (1:1, 3:1, 0:0) Spielbericht Stand: 2:1 | Nashville Predators Mike Ribeiro (15:19) Mattias Ekholm (20:58) | United Center, Chicago, Illinois Zuschauer: 22.020 |

| 21. April 2015 20.30 Uhr | Chicago Blackhawks Antoine Vermette (13:05) Brandon Saad (51:03) Brent Seabrook (101:00) | 3:2 n. V. (1:1, 0:1, 1:0, 0:0, 0:0, 1:0) Spielbericht Stand: 3:1 | Nashville Predators Colin Wilson (11:38) James Neal (37:02) | United Center, Chicago, Illinois Zuschauer: 22.014 |

| 23. April 2015 20.30 Uhr | Nashville Predators Filip Forsberg (14:42) James Neal (40:47) Colin Wilson (43:02) Filip Forsberg (43:14) Filip Forsberg (59:49) | 5:2 (1:1, 0;0, 4:1) Spielbericht Stand: 2:3 | Chicago Blackhawks Brad Richards (13:27) Kris Versteeg (54:52) | Bridgestone Arena, Nashville, Tennessee Zuschauer: 17.238 |

| 25. April 2015 19.00 Uhr | Chicago Blackhawks Patrick Sharp (10:37) Jonathan Toews (12:14) Patrick Kane (19:54) Duncan Keith (56:12) | 4:3 (3:3, 0:0, 1:0) Spielbericht Stand: 4:2 | Nashville Predators James Neal (1:10) James Neal (8:09) Matt Cullen (11:16) | United Center, Chicago, Illinois Zuschauer: 22.171 |

#### (P1) Anaheim Ducks – (WWC2) Winnipeg Jets
| 16. April 2015 19.30 Uhr (Ortszeit) | Anaheim Ducks Sami Vatanen (1:57) Corey Perry (41:09) Corey Perry (53:21) Ryan Getzlaf (56:55) | 4:2 (1:1, 0:1, 3:0) Spielbericht Stand: 1:0 | Winnipeg Jets Adam Lowry (2:46) Drew Stafford (25:00) | Honda Center, Anaheim, Kalifornien Zuschauer: 17.174 |

| 18. April 2015 19.30 Uhr | Anaheim Ducks Patrick Maroon (50:43) Jakob Silfverberg (59:39) | 2:1 (0:0, 0:1, 2:0) Spielbericht Stand: 2:0 | Winnipeg Jets Adam Pardy (35:43) | Honda Center, Anaheim, Kalifornien Zuschauer: 17.415 |

| 20. April 2015 20.00 Uhr | Winnipeg Jets Lee Stempniak (9:38) Tyler Myers (26:40) Blake Wheeler (29:37) Bryan Little (38:18) | 4:5 n. V. (1:1, 3:2, 0:1, 0:1) Spielbericht Stand: 0:3 | Anaheim Ducks Cam Fowler (19:53) Corey Perry (23:08) Jakob Silfverberg (36:04) Ryan Kesler (57:46) Rickard Rakell (65:12) | MTS Centre, Winnipeg, Manitoba Zuschauer: 15.016 |

| 22. April 2015 20.30 Uhr | Winnipeg Jets Bryan Little (16:26) Mark Stuart (50:27) | 2:5 (1:1, 0:1, 1:3) Spielbericht Stand: 0:4 | Anaheim Ducks Emerson Etem (17:52) Andrew Cogliano (32:55) Ryan Kesler (46:41) Ryan Kesler (55:11) Sami Vatanen (59:33) | MTS Centre, Winnipeg, Manitoba Zuschauer: 15.016 |

#### (P2) Vancouver Canucks – (P3) Calgary Flames
| 15. April 2015 19.00 Uhr (Ortszeit) | Vancouver Canucks Bo Horvat (32:08) | 1:2 (0:0, 1:0, 0:2) Spielbericht Stand: 0:1 | Calgary Flames David Jones (47:59) Kris Russell (59:30) | Rogers Arena, Vancouver, British Columbia Zuschauer: 18.870 |

| 17. April 2015 19.00 Uhr | Vancouver Canucks Daniel Sedin (2:56) Christopher Higgins (7:06) Ronalds Ķēniņš (42:17) Radim Vrbata (57:59) | 4:1 (2:0, 0:0, 2:1) Spielbericht Stand: 1:1 | Calgary Flames Kris Russell (56:26) | Rogers Arena, Vancouver, British Columbia Zuschauer: 18.870 |

| 19. April 2015 20.00 Uhr | Calgary Flames Brandon Bollig (6:35) T. J. Brodie (15:02) Sam Bennett (42:14) Sean Monahan (54:36) | 4:2 (2:1, 0:0, 2:1) Spielbericht Stand: 2:1 | Vancouver Canucks Shawn Matthias (9:09) Jannik Hansen (57:41) | Scotiabank Saddledome, Calgary, Alberta Zuschauer: 19.289 |

| 21. April 2015 20.00 Uhr | Calgary Flames Johnny Gaudreau (3:23) Jiří Hudler (9:20) Sam Bennett (19:18) | 3:1 (3:1, 0:0, 0:0) Spielbericht Stand: 3:1 | Vancouver Canucks Henrik Sedin (8:12) | Scotiabank Saddledome, Calgary, Alberta Zuschauer: 19.289 |

| 23. April 2015 19.00 Uhr | Vancouver Canucks Nick Bonino (33:31) Daniel Sedin (41:47) | 2:1 (0:1, 1:0, 1:0) Spielbericht Stand: 2:3 | Calgary Flames David Jones (2:40) | Rogers Arena, Vancouver, British Columbia Zuschauer: 18.870 |

| 25. April 2015 19.00 Uhr | Calgary Flames Micheal Ferland (17:02) Sean Monahan (21:02) Johnny Gaudreau (25:35) Jiří Hudler (46:14) Matt Stajan (55:43) Jiří Hudler (59:31) Micheal Ferland (59:57) | 7:4 (1:3, 2:1, 4:0) Spielbericht Stand: 4:2 | Vancouver Canucks Brandon McMillan (2:36) Jannik Hansen (7:32) Radim Vrbata (9:42) Luca Sbisa (30:36) | Scotiabank Saddledome, Calgary, Alberta Zuschauer: 19.289 |

## Conference-Halbfinale

### Eastern Conference

#### (A1) Canadiens de Montréal – (A2) Tampa Bay Lightning
| 1. Mai 2015 19.00 Uhr (Ortszeit) | Canadiens de Montréal Max Pacioretty (54:47) | 1:2 n. V. (0:0, 0:0, 1:1, 0:0, 0:1) Spielbericht Stand: 0:1 | Tampa Bay Lightning Tyler Johnson (42:34) Nikita Kutscherow (82:06) | Centre Bell, Montreal, Québec Zuschauer: 21.287 |

| 3. Mai 2015 18.00 Uhr | Canadiens de Montréal Jeff Petry (7:20) Tom Gilbert (51:06) | 2:6 (1:1, 0:3, 1:2) Spielbericht Stand: 0:2 | Tampa Bay Lightning Valtteri Filppula (19:36) Steven Stamkos (28:06) Nikita Kutscherow (32:29) Victor Hedman (39:46) Nikita Kutscherow (46:37) J. T. Brown (56:05) | Centre Bell, Montreal, Québec Zuschauer: 21.287 |

| 6. Mai 2015 19.00 Uhr | Tampa Bay Lightning Alexander Killorn (12:00) Tyler Johnson (59:58) | 2:1 (1:0, 0:0, 1:1) Spielbericht Stand: 3:0 | Canadiens de Montréal Brendan Gallagher (50:03) | Amalie Arena, Tampa, Florida Zuschauer: 19.204 |

| 7. Mai 2015 19.00 Uhr | Tampa Bay Lightning Nikita Kutscherow (32:26) Ondřej Palát (40:17) | 2:6 (0:2, 1:3, 1:1) Spielbericht Stand: 3:1 | Canadiens de Montréal Andrei Markow (2:44) Max Pacioretty (8:43) David Desharnais (25:08) Jeff Petry (29:39) Brendan Gallagher (29:54) Brandon Prust (44:52) | Amalie Arena, Tampa, Florida Zuschauer: 19.204 |

| 9. Mai 2015 19.00 Uhr | Canadiens de Montréal Devante Smith-Pelly (9:01) Pierre-Alexandre Parenteau (55:53) | 2:1 (1:0, 0:0, 1:1) Spielbericht Stand: 2:3 | Tampa Bay Lightning Steven Stamkos (49:27) | Centre Bell, Montreal, Québec Zuschauer: 21.287 |

| 12. Mai 2015 19.30 Uhr | Tampa Bay Lightning Nikita Kutscherow (15:35) Steven Stamkos (25:12) Ondřej Palát (38:56) Nikita Kutscherow (57:59) | 4:1 (1:0, 2:0, 1:1) Spielbericht Stand: 4:2 | Canadiens de Montréal Max Pacioretty (55:03) | Amalie Arena, Tampa, Florida Zuschauer: 19.204 |

#### (M1) New York Rangers – (M2) Washington Capitals
| 30. April 2015 19.30 Uhr (Ortszeit) | New York Rangers Jesper Fast (55:21) | 1:2 (0:1, 0:0, 1:1) Spielbericht Stand: 0:1 | Washington Capitals Alexander Owetschkin (18:13) Joel Ward (59:58) | Madison Square Garden, New York City, New York Zuschauer: 18.006 |

| 2. Mai 2015 12.30 Uhr | New York Rangers Chris Kreider (0:38) Dan Boyle (15:40) Derick Brassard (46:07) | 3:2 (2:0, 0:1, 1:1) Spielbericht Stand: 1:1 | Washington Capitals Jewgeni Kusnezow (33:59) Alexander Owetschkin (50:29) | Madison Square Garden, New York City, New York Zuschauer: 18.006 |

| 4. Mai 2015 19.30 Uhr | Washington Capitals Jay Beagle (27:31) | 1:0 (0:0, 1:0, 0:0) Spielbericht Stand: 2:1 | New York Rangers | Verizon Center, Washington, D.C. Zuschauer: 18.506 |

| 6. Mai 2015 19.30 Uhr | Washington Capitals André Burakovsky (36:19) André Burakovsky (40:24) | 2:1 (0:0, 1:1, 1:0) Spielbericht Stand: 3:1 | New York Rangers Derick Brassard (26:12) | Verizon Center, Washington, D.C. Zuschauer: 18.506 |

| 8. Mai 2015 19.00 Uhr | New York Rangers Chris Kreider (58:19) Ryan McDonagh (69:37) | 2:1 n. V. (0:0, 0:0, 1:1, 1:0) Spielbericht Stand: 2:3 | Washington Capitals Curtis Glencross (50:54) | Madison Square Garden, New York City, New York Zuschauer: 18.006 |

| 10. Mai 2015 19.00 Uhr | Washington Capitals Jason Chimera (20:28) Jewgeni Kusnezow (47:40) Joel Ward (50:33) | 3:4 (0:2, 1:0, 2:2) Spielbericht Stand: 3:3 | New York Rangers Chris Kreider (0:40) Chris Kreider (19:59) Rick Nash (40:54) Dan Boyle (44:24) | Verizon Center, Washington, D.C. Zuschauer: 18.506 |

| 13. Mai 2015 19.30 Uhr | New York Rangers Kevin Hayes (26:22) Derek Stepan (71:24) | 2:1 n. V. (0:1, 1:0, 0:0, 1:0) Spielbericht Stand: 4:3 | Washington Capitals Alexander Owetschkin (12:50) | Madison Square Garden, New York City, New York Zuschauer: 18.006 |

### Western Conference

#### (C3) Chicago Blackhawks – (WWC1) Minnesota Wild
| 1. Mai 2015 20.30 Uhr (Ortszeit) | Chicago Blackhawks Brandon Saad (1:15) Patrick Kane (13:11) Marcus Krüger (15:15) Teuvo Teräväinen (39:01) | 4:3 (3:0, 1:3, 0:0) Spielbericht Stand: 1:0 | Minnesota Wild Jason Zucker (21:21) Zach Parise (25:07) Mikael Granlund (29:30) | United Center, Chicago, Illinois Zuschauer: 21.851 |

| 3. Mai 2015 19.30 Uhr | Chicago Blackhawks Jonathan Toews (32:28) Patrick Kane (39:40) Patrick Sharp (47:39) Patrick Kane (57:53) | 4:1 (0:0, 2:0, 2:1) Spielbericht Stand: 2:0 | Minnesota Wild Mathew Dumba (41:20) | United Center, Chicago, Illinois Zuschauer: 21.934 |

| 5. Mai 2015 19.00 Uhr | Minnesota Wild | 0:1 (0:1, 0:0, 0:0) Spielbericht Stand: 0:3 | Chicago Blackhawks Patrick Kane (14:06) | Xcel Energy Center, Saint Paul, Minnesota Zuschauer: 19.349 |

| 7. Mai 2015 20.30 Uhr | Minnesota Wild Erik Haula (26:42) Jason Pominville (57:42) Nino Niederreiter (58:33) | 3:4 (0:1, 1:1, 2:2) Spielbericht Stand: 0:4 | Chicago Blackhawks Brent Seabrook (10:23) Andrew Shaw (23:28) Patrick Kane (53:20) Marián Hossa (56:53) | Xcel Energy Center, Saint Paul, Minnesota Zuschauer: 19.163 |

#### (P1) Anaheim Ducks – (P3) Calgary Flames
| 30. April 2015 19.00 Uhr (Ortszeit) | Anaheim Ducks Matt Beleskey (10:17) Patrick Maroon (13:11) Corey Perry (22:13) Emerson Etem (30:11) Corey Perry (40:44) Ryan Getzlaf (43:32) | 6:1 (2:0, 2:0, 2:1) Spielbericht Stand: 1:0 | Calgary Flames Sam Bennett (49:16) | Honda Center, Anaheim, Kalifornien Zuschauer: 17.174 |

| 3. Mai 2015 19.00 Uhr | Anaheim Ducks Matt Beleskey (7:27) Hampus Lindholm (51:15) Nate Thompson (57:44) | 3:0 (1:0, 0:0, 2:0) Spielbericht Stand: 2:0 | Calgary Flames | Honda Center, Anaheim, Kalifornien Zuschauer: 17.299 |

| 5. Mai 2015 19.30 Uhr | Calgary Flames Brandon Bollig (2:07) Joe Colborne (24:17) Johnny Gaudreau (59:40) Mikael Backlund (84:24) | 4:3 n. V. (1:2, 1:1, 1:0, 1:0) Spielbericht Stand: 1:2 | Anaheim Ducks Patrick Maroon (6:57) Corey Perry (14:10) Matt Beleskey (28:20) | Scotiabank Saddledome, Calgary, Alberta Zuschauer: 19.289 |

| 8. Mai 2015 19.30 Uhr | Calgary Flames Sean Monahan (4:37) Micheal Ferland (5:44) | 2:4 (2:1, 0:1, 0:2) Spielbericht Stand: 1:3 | Anaheim Ducks Jakob Silfverberg (3:58) Andrew Cogliano (36:42) Matt Beleskey (41:11) Patrick Maroon (59:32) | Scotiabank Saddledome, Calgary, Alberta Zuschauer: 19.289 |

| 10. Mai 2015 19.00 Uhr | Anaheim Ducks Ryan Kesler (24:59) Matt Beleskey (40:59) Corey Perry (62:26) | 3:2 n. V. (0:1, 1:1, 1:0, 1:0) Spielbericht Stand: 4:1 | Calgary Flames Jiří Hudler (10:43) Johnny Gaudreau (25:55) | Honda Center, Anaheim, Kalifornien Zuschauer: 17.284 |

## Conference-Finale

### Eastern Conference

#### (M1) New York Rangers – (A2) Tampa Bay Lightning
| 16. Mai 2015 13.00 Uhr (Ortszeit) | New York Rangers Derek Stepan (39:47) Dominic Moore (57:35) | 2:1 (0:0, 1:0, 1:1) Spielbericht Stand: 1:0 | Tampa Bay Lightning Ondřej Palát (46:45) | Madison Square Garden, New York City, New York Zuschauer: 18.006 |

| 18. Mai 2015 20.00 Uhr | New York Rangers Chris Kreider (8:50) Derek Stepan (34:17) | 2:6 (1:2, 1:1, 0:3) Spielbericht Stand: 1:1 | Tampa Bay Lightning Tyler Johnson (5:38) Tyler Johnson (11:15) Tyler Johnson (28:17) Alexander Killorn (43:09) Steven Stamkos (46:28) Alexander Killorn (57:58) | Madison Square Garden, New York City, New York Zuschauer: 18.006 |

| 20. Mai 2015 20.00 Uhr | Tampa Bay Lightning Steven Stamkos (11:07) Ondřej Palát (30:32) Tyler Johnson (33:17) Alexander Killorn (37:18) Ondřej Palát (54:05) Nikita Kutscherow (63:33) | 6:5 n. V. (1:2, 3:1, 1:2, 1:0) Spielbericht Stand: 2:1 | New York Rangers Derick Brassard (1:02) Jesper Fast (9:55) Jesper Fast (37:47) Ryan McDonagh (42:28) Dan Boyle (58:04) | Amalie Arena, Tampa, Florida Zuschauer: 19.204 |

| 22. Mai 2015 20.00 Uhr | Tampa Bay Lightning Steven Stamkos (31:30) | 1:5 (0:1, 1:2, 0:2) Spielbericht Stand: 2:2 | New York Rangers Rick Nash (17:18) Chris Kreider (35:16) Keith Yandle (37:04) Martin St. Louis (45:08) Rick Nash (51:33) | Amalie Arena, Tampa, Florida Zuschauer: 19.204 |

| 24. Mai 2015 20.00 Uhr | New York Rangers | 0:2 (0:0, 0:2, 0:0) Spielbericht Stand: 2:3 | Tampa Bay Lightning Valtteri Filppula (33:29) Steven Stamkos (38:22) | Madison Square Garden, New York City, New York Zuschauer: 18.006 |

| 26. Mai 2015 20.00 Uhr | Tampa Bay Lightning Ryan Callahan (17:20) Nikita Kutscherow (47:50) Nikita Kutscherow (53:21) | 3:7 (1:2, 0:0, 2:5) Spielbericht Stand: 3:3 | New York Rangers Derick Brassard (3:36) Keith Yandle (15:30) J. T. Miller (43:02) James Sheppard (46:00) Derick Brassard (47:14) Rick Nash (50:21) Derick Brassard (58:19) | Amalie Arena, Tampa, Florida Zuschauer: 19.204 |

| 29. Mai 2015 20.00 Uhr | New York Rangers | 0:2 (0:0, 0:0, 0:2) Spielbericht Stand: 3:4 | Tampa Bay Lightning Alexander Killorn (41:54) Ondřej Palát (51:17) | Madison Square Garden, New York City, New York Zuschauer: 18.006 |

### Western Conference

#### (P1) Anaheim Ducks – (C3) Chicago Blackhawks
| 17. Mai 2015 12.00 Uhr (Ortszeit) | Anaheim Ducks Hampus Lindholm (8:48) Kyle Palmieri (24:17) Nate Thompson (52:05) Jakob Silfverberg (58:42) | 4:1 (1:0, 1:1, 2:0) Spielbericht Stand: 1:0 | Chicago Blackhawks Brad Richards (39:20) | Honda Center, Anaheim, Kalifornien Zuschauer: 17.291 |

| 19. Mai 2015 20.00 Uhr | Anaheim Ducks Andrew Cogliano (9:14) Corey Perry (37:30) | 2:3 n. V. (1:2, 1:0, 0:0, 0:0, 0:0, 0:1) Spielbericht Stand: 1:1 | Chicago Blackhawks Andrew Shaw (2:14) Marián Hossa (6:19) Marcus Krüger (116:12) | Honda Center, Anaheim, Kalifornien Zuschauer: 17.234 |

| 21. Mai 2015 19.00 Uhr | Chicago Blackhawks Patrick Kane (19:03) | 1:2 (1:1, 0:1, 0:0) Spielbericht Stand: 1:2 | Anaheim Ducks Patrick Maroon (12:55) Simon Després (39:05) | United Center, Chicago, Illinois Zuschauer: 22.160 |

| 23. Mai 2015 19.00 Uhr | Chicago Blackhawks Brandon Saad (19:13) Jonathan Toews (42:38) Brent Seabrook (47:38) Patrick Kane (52:39) Antoine Vermette (85:37) | 5:4 n. V. (1:0, 0:1, 3:3, 0:0, 1:0) Spielbericht Stand: 2:2 | Anaheim Ducks Emerson Etem (38:14) Ryan Kesler (48:42) Matt Beleskey (49:05) Corey Perry (49:19) | United Center, Chicago, Illinois Zuschauer: 22.404 |

| 25. Mai 2015 18.00 Uhr | Anaheim Ducks Cam Fowler (5:10) Ryan Kesler (5:42) Sami Vatanen (14:37) Patrick Maroon (54:45) Matt Beleskey (80:45) | 5:4 n. V. (3:0, 0:2, 1:2, 1:0) Spielbericht Stand: 3:2 | Chicago Blackhawks Teuvo Teräväinen (21:11) Brent Seabrook (39:35) Jonathan Toews (58:10) Jonathan Toews (59:22) | Honda Center, Anaheim, Kalifornien Zuschauer: 17.286 |

| 27. Mai 2015 19.00 Uhr | Chicago Blackhawks Brandon Saad (28:23) Marián Hossa (30:41) Patrick Kane (32:08) Andrew Shaw (56:28) Andrew Shaw (59:11) | 5:2 (0:0, 3:1, 2:1) Spielbericht Stand: 3:3 | Anaheim Ducks Patrick Maroon (34:13) Clayton Stoner (41:57) | United Center, Chicago, Illinois Zuschauer: 22.089 |

| 30. Mai 2015 17.00 Uhr | Anaheim Ducks Ryan Kesler (38:51) Corey Perry (51:36) Matt Beleskey (59:18) | 3:5 (0:2, 1:2, 2:1) Spielbericht Stand: 3:4 | Chicago Blackhawks Jonathan Toews (2:23) Jonathan Toews (11:55) Brandon Saad (21:18) Marián Hossa (33:45) Brent Seabrook (53:23) | Honda Center, Anaheim, Kalifornien Zuschauer: 17.375 |

## Stanley-Cup-Finale

### (A2) Tampa Bay Lightning – (C3) Chicago Blackhawks
| 3. Juni 2015 20.00 Uhr | Tampa Bay Lightning Alexander Killorn (4:31) | 1:2 (1:0, 0:0, 0:2) Spielbericht Stand: 0:1 | Chicago Blackhawks Teuvo Teräväinen (53:28) Antoine Vermette (55:26) | Amalie Arena, Tampa, Florida Zuschauer: 19.204 |

| 6. Juni 2015 19.15 Uhr | Tampa Bay Lightning Cédric Paquette (12:56) Nikita Kutscherow (26:52) Tyler Johnson (33:58) Jason Garrison (48:49) | 4:3 (1:0, 2:2, 1:1) Spielbericht Stand: 1:1 | Chicago Blackhawks Andrew Shaw (23:04) Teuvo Teräväinen (25:20) Brent Seabrook (43:38) | Amalie Arena, Tampa, Florida Zuschauer: 19.204 |

| 8. Juni 2015 20.00 Uhr | Chicago Blackhawks Brad Richards (14:22) Brandon Saad (44:14) | 2:3 (1:1, 0:0, 1:2) Spielbericht Stand: 1:2 | Tampa Bay Lightning Ryan Callahan (5:09) Ondřej Palát (44:27) Cédric Paquette (56:49) | United Center, Chicago, Illinois Zuschauer: 22.236 |

| 10. Juni 2015 20.00 Uhr | Chicago Blackhawks Jonathan Toews (26:40) Brandon Saad (46:22) | 2:1 (0:0, 1:1, 1:0) Spielbericht Stand: 2:2 | Tampa Bay Lightning Alexander Killorn (31:47) | United Center, Chicago, Illinois Zuschauer: 22.354 |

| 13. Juni 2015 20.00 Uhr | Tampa Bay Lightning Valtteri Filppula (30:53) | 1:2 (0:1, 1:0, 0:1) Spielbericht Stand: 2:3 | Chicago Blackhawks Patrick Sharp (6:11) Antoine Vermette (42:00) | Amalie Arena, Tampa, Florida Zuschauer: 19.204 |

| 15. Juni 2015 19.00 Uhr | Chicago Blackhawks Duncan Keith (37:33) Patrick Kane (54:46) | 2:0 (0:0, 1:0, 1:0) Spielbericht Stand: 4:2 | Tampa Bay Lightning | United Center, Chicago, Illinois Zuschauer: 22.424 |

### Stanley-Cup-Sieger
| Stanley-Cup-Sieger Chicago Blackhawks | Torhüter: Corey Crawford, Scott Darling, Antti Raanta Verteidiger: Kyle Cumiskey, Niklas Hjalmarsson, Duncan Keith, Johnny Oduya, Michal Rozsíval, David Rundblad, Brent Seabrook, Kimmo Timonen, Trevor van Riemsdyk Angreifer: Bryan Bickell, Daniel Carcillo, Andrew Desjardins, Marián Hossa, Patrick Kane, Marcus Krüger, Joakim Nordström, Brad Richards, Brandon Saad, Patrick Sharp, Andrew Shaw, Teuvo Teräväinen, Jonathan Toews (C), Antoine Vermette, Kris Versteeg Cheftrainer: Joel Quenneville General Manager: Stan Bowman |

## Beste Scorer
Abkürzungen: GP = Spiele, G = Tore, A = Assists, Pts = Punkte, +/− = Plus/Minus, PIM = Strafminuten; Fett: Bestwert
| Spieler           | Team                | GP | G  | A  | Pts | +/− | PIM |
| ----------------- | ------------------- | -- | -- | -- | --- | --- | --- |
| Tyler Johnson     | Tampa Bay Lightning | 26 | 13 | 10 | 23  | +7  | 24  |
| Patrick Kane      | Chicago Blackhawks  | 23 | 11 | 12 | 23  | +7  | 0   |
| Nikita Kutscherow | Tampa Bay Lightning | 26 | 10 | 12 | 22  | +7  | 14  |
| Jonathan Toews    | Chicago Blackhawks  | 23 | 10 | 11 | 21  | +7  | 8   |
| Duncan Keith      | Chicago Blackhawks  | 23 | 3  | 18 | 21  | +16 | 4   |
| Ryan Getzlaf      | Anaheim Ducks       | 16 | 2  | 18 | 20  | +6  | 6   |
| Corey Perry       | Anaheim Ducks       | 16 | 10 | 8  | 18  | +6  | 14  |
| Alexander Killorn | Tampa Bay Lightning | 26 | 9  | 9  | 18  | +3  | 12  |
| Steven Stamkos    | Tampa Bay Lightning | 26 | 7  | 11 | 18  | +2  | 20  |
| Jakob Silfverberg | Anaheim Ducks       | 16 | 4  | 14 | 18  | +6  | 16  |

## Beste Torhüter
Die kombinierte Tabelle zeigt die jeweils drei besten Torhüter in den Kategorien Gegentorschnitt und Fangquote sowie die jeweils Führenden in den Kategorien Shutouts und Siege.
Abkürzungen: GP = Spiele, TOI = Eiszeit (in Minuten), W = Siege, L = Niederlagen, OTL = Overtime/Shootout-Niederlagen, GA = Gegentore, SO = Shutouts, Sv% = gehaltene Schüsse (in %), GAA = Gegentorschnitt; Fett: Saisonbestwert; Sortiert nach Gegentorschnitt.
| Spieler          | Team                | GP | TOI  | W  | L  | GA | SO | Sv%  | GAA  |
| ---------------- | ------------------- | -- | ---- | -- | -- | -- | -- | ---- | ---- |
| Craig Anderson   | Ottawa Senators     | 4  | 246  | 2  | 2  | 4  | 1  | 97,2 | 0,97 |
| Braden Holtby    | Washington Capitals | 13 | 805  | 6  | 7  | 23 | 1  | 94,4 | 1,71 |
| Henrik Lundqvist | New York Rangers    | 19 | 1166 | 11 | 8  | 41 | 0  | 92,8 | 2,11 |
| Petr Mrázek      | Detroit Red Wings   | 7  | 398  | 3  | 4  | 14 | 2  | 92,5 | 2,11 |
| Ben Bishop       | Tampa Bay Lightning | 25 | 1459 | 13 | 11 | 53 | 3  | 92,1 | 2,18 |
| Scott Darling    | Chicago Blackhawks  | 5  | 298  | 3  | 1  | 11 | 0  | 93,6 | 2,21 |
| Corey Crawford   | Chicago Blackhawks  | 20 | 1223 | 13 | 6  | 47 | 2  | 92,4 | 2,23 |